# Józef Handzelewicz

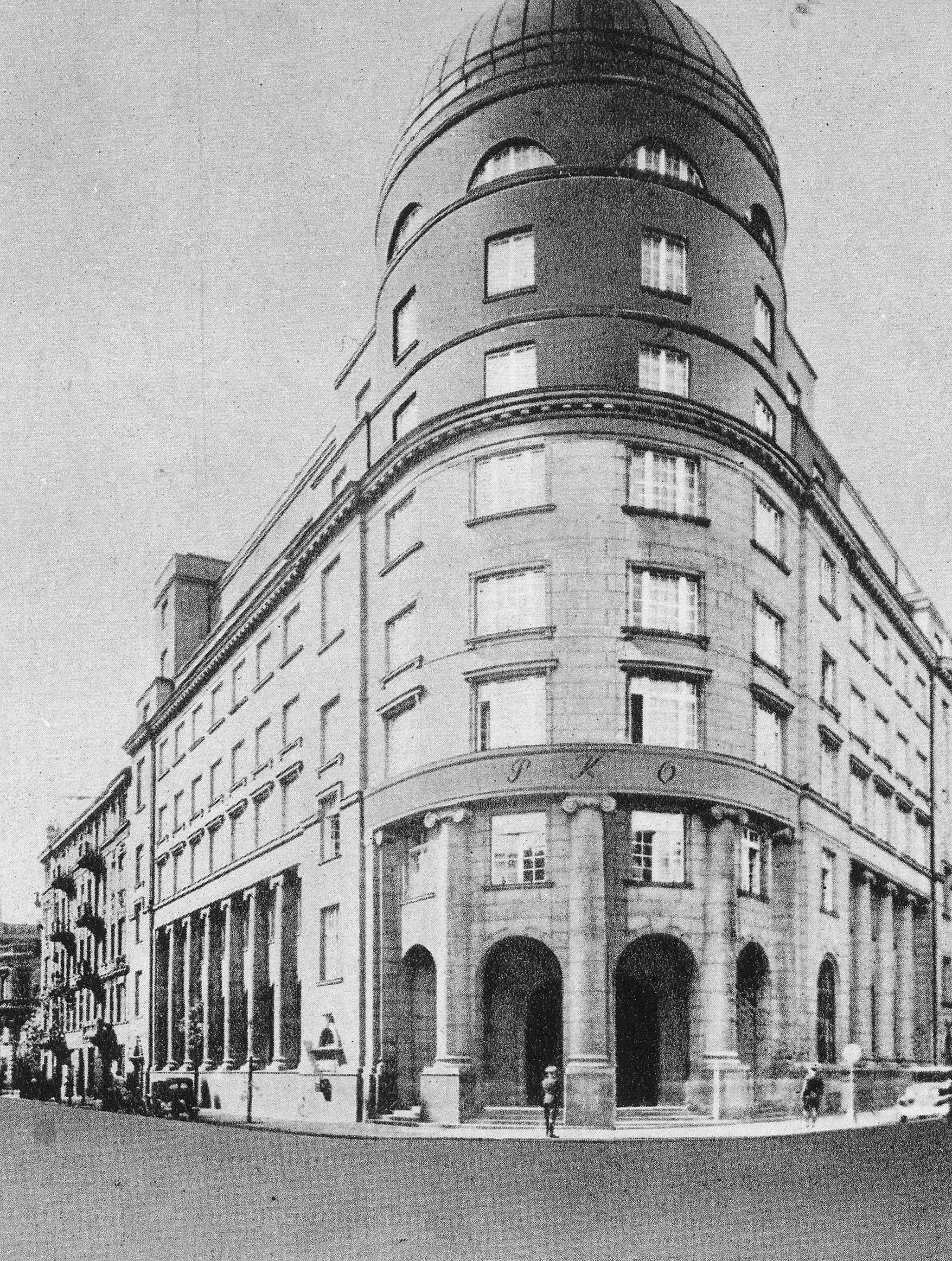
Gmach Pocztowej Kasy Oszczędności w Warszawie

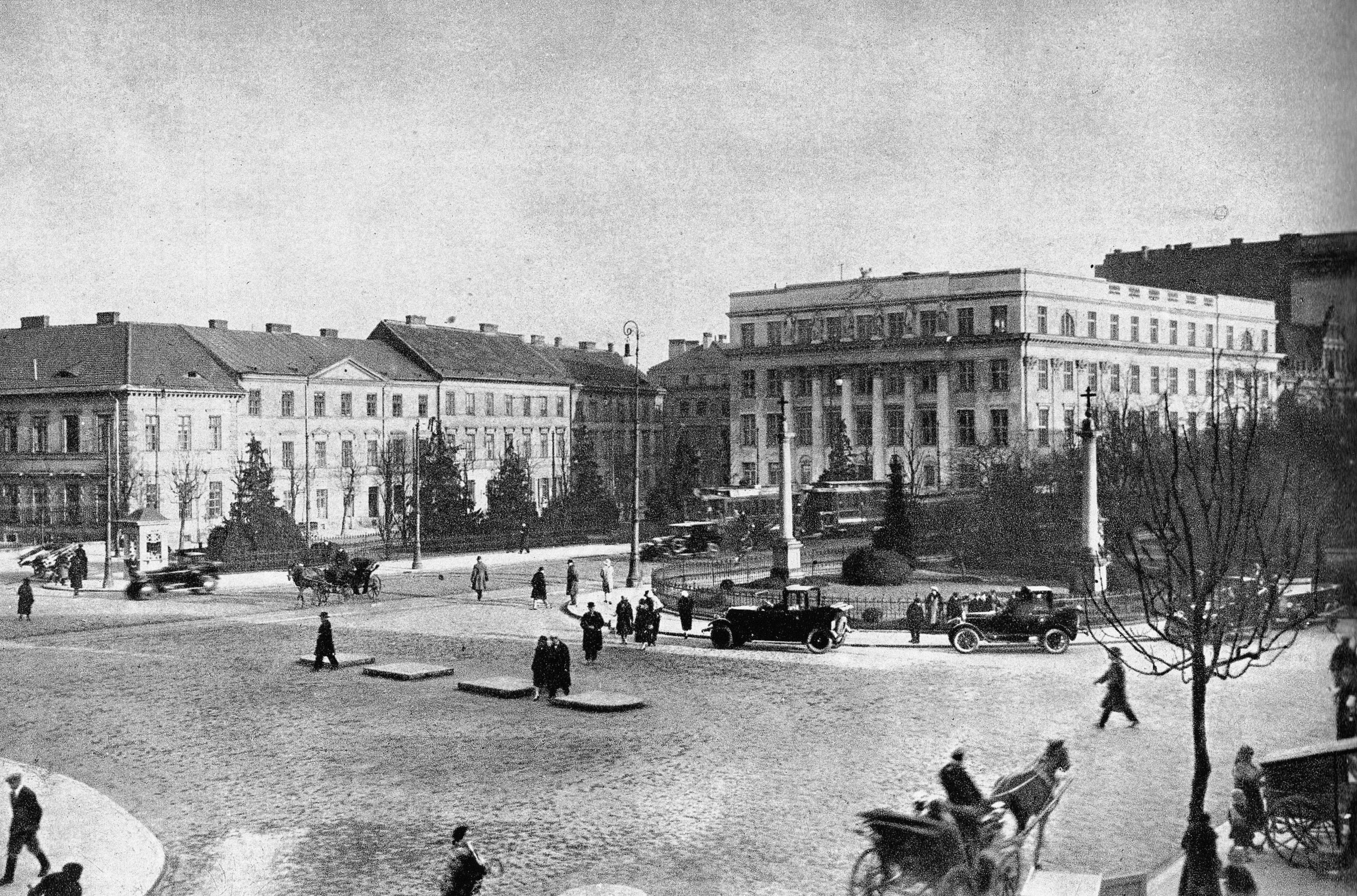
Gimnazjum im. Królowej Jadwigi na placu Trzech Krzyży (po prawej), zdjęcie sprzed 1939

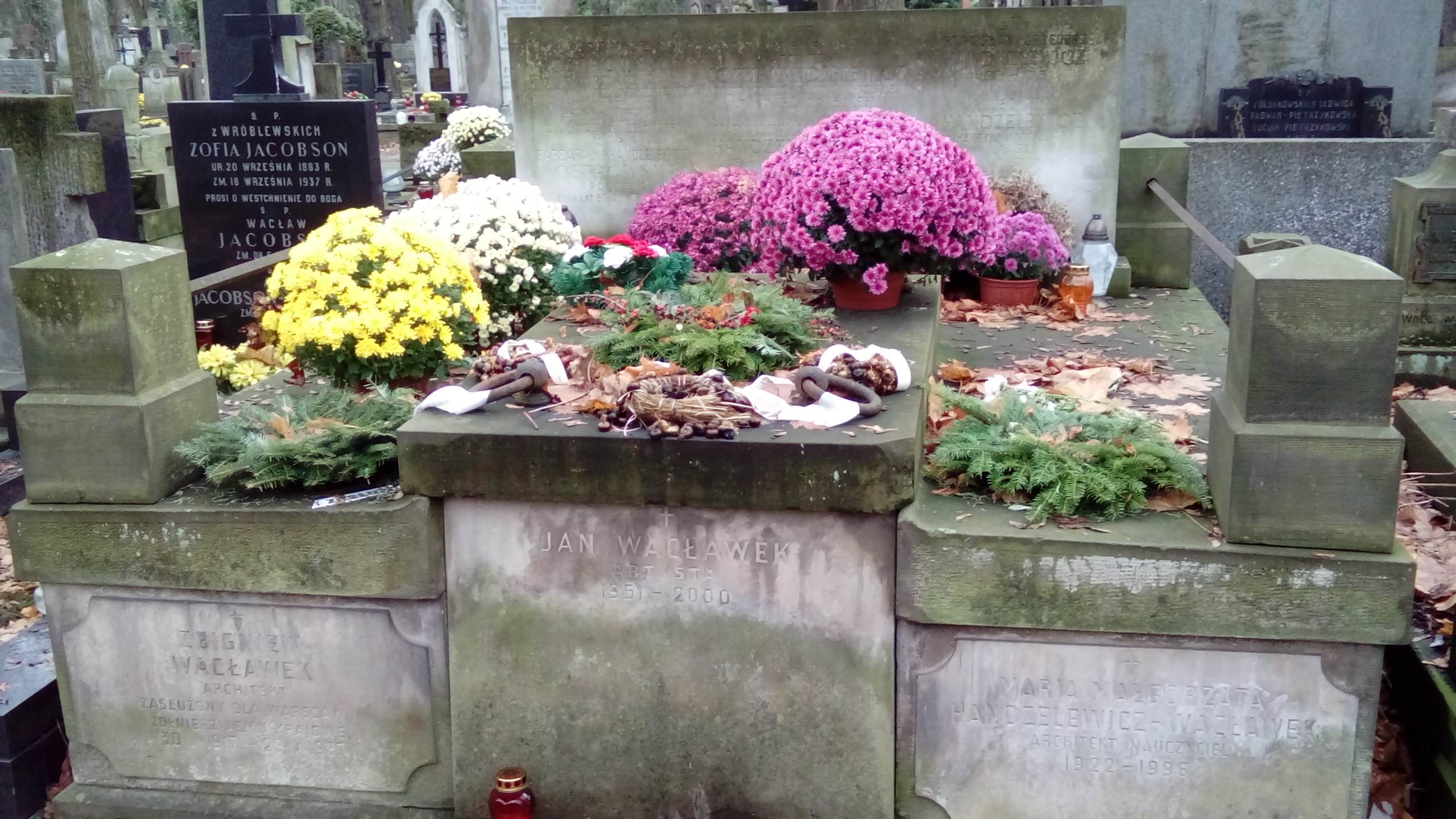
Grób Józefa Handzelewicza na cmentarzu Powązkowskim

Józef Handzelewicz (ur. 4 lutego 1880 w Warszawie, zm. 26 stycznia 1963 tamże) – polski architekt i ceramik, radca Izby Przemysłowo-Handlowej w Gdyni w 1936 roku.

## Życiorys
Urodził się w rodzinie Maksymiliana Handzelewicza i jego żony Doroty z Obiełów. Po ukończeniu gimnazjum podjął pracę rysownika w pracowniach architektonicznych (m.in. u Józefa Piusa Dziekońskiego) w Warszawie i Odessie, w 1905 wyjechał do Niemiec, gdzie rozpoczął studia architektoniczne na Politechnice w Darmstadt. Naukę ukończył w 1911 i powrócił do Warszawy, założył własną pracownię i projektował pałacyki i dwory ziemiańskie w Galicji Wschodniej.
Podczas I wojny światowej zasiadał w Wydziale Zdrowia Publicznego Zarządu m.st. Warszawy, był również zastępcą społecznego opiekuna okręgowego. Pod koniec 1916 przeniósł się do Lublina gdzie kierował Wydziałem Budownictwa przy Komitecie Ratunkowym. Po odzyskaniu przez Polskę niepodległości otrzymał etat dyrektora Komitetu Odbudowy Kraju przy Ministerstwie Spraw Wewnętrznych. Po wybuchu wojny polsko-bolszewickiej zgłosił się na ochotnika do wojska, w 1921 powrócił do Warszawy, gdzie ponownie otworzył pracownię architektoniczną, którą prowadził przez siedem lat.
W 1928 przeprowadził się do Grudziądza, gdzie został kierownikiem i udziałowcem Pomorskich Zakładów Ceramicznych, które produkowały dachówki i ceramiczne elementy pokryć dachowych. Opracował metody produkcji dachówki cienkościennej, konstrukcję stropu ceglanego „Pomorze”, szalowanie ceramiczne imitujące drewno oraz elementy ażurowe. Był również właścicielem zakładów ceramicznych w Pustelniku. Ogółem, dwanaście jego usprawnień i wynalazków zostało opatentowanych. Publikował również prace dotyczące ceramiki budowlanej i budownictwa, ukazywały się w m.in. w Przeglądzie budowlanym. Wspólnie z Alfredem Dziedziulem opublikował pracę Nowoczesna ceramika budowlana, która została wydana drukiem w 1935.
Po wybuchu II wojny światowej powrócił do Warszawy, po 1945 pracował w Biurze Projektów Ceramiki Budowlanej przy Ministerstwie Budownictwa. Pracował również jako nauczyciel w Technikum Budowlanym, zmarł w 1963. Spoczywa na cmentarzu Powązkowskim w Warszawie (kw. 52-3-25/26).
W 1914 ożenił się z Marią z Kucharskich. Jego córka z tego małżeństwa, Małgorzata Handzelewicz-Wacławek (wł. Maria Małgorzata) (1922-1996) również była architektem, podobnie jak jej syn Jakub Wacławek.

## Dorobek architektoniczny
- Gmach Pocztowej Kasy Oszczędności w Warszawie u zbiegu ulic Jasnej 9 i Świętokrzyskiej 31/33 (obecnie urząd pocztowy Warszawa 1)
- Przebudowa Gimnazjum Królowej Jadwigi (proj. Marian Lalewicz) przy placu Trzech Krzyży 1 w Warszawie (wojnę przetrwało jedynie tylne skrzydło gmachu)
- Willa własna przy ulicy Morszyńskiej 29 w Warszawie
- Willa przy ulicy Frascati 12 w Warszawie
- Dom Mieszkalny Pocztowej Kasy Oszczędności przy ulicy Ludnej 9 w Warszawie[6]
- Siedziba oddziału Pocztowej Kasy Oszczędności przy ulicy Gabriela Narutowicza 45 w Łodzi[7]
- Projekt przebudowy ratusza we Lwowie[8]
- Projekt kina „Sokół” w Zakopanem (1929)[9]